# La Castellina
La Castellina è un edificio fortificato a pianta quadrata situato nella piazza principale di Norcia. Dal 1967 ospita il Museo Civico e Diocesano che dal 2002 comprende la Collezione Evelino Massenzi e dal 2003 la Mostra Archeologica "Partire per l'Aldilà".

## La storia
La fortezza venne progettata nel 1554 da Jacopo Barozzi da Vignola per volontà di papa Giulio III. 
Il perimetro interessato alla sua costruzione era occupato dall'antica Pieve di Santa Maria Argentea dal Palazzo del Podestà. Entrambi i monumenti preesistenti vennero spostati pezzo per pezzo: la pieve venne ricostruita poco più distante, il Palazzo del Podestà poi fu quasi completamente demolito.
Dopo il completamento avvenuto intorno al 1562, il papa vi pose un presidio militare per garantire alla Santa Sede un maggior controllo sul territorio, in seguito al verificarsi di gravi disordini in cui rimasero uccisi i consoli del comune. Divenne quindi la residenza dei governatori apostolici che amministravano in loco la giustizia per conto dello Stato Pontificio. Quando nel 1569 papa Pio V istituì la Prefettura della Montagna, scelse La Castellina come sede.
Venne restaurata nel corso del XVIII secolo e nel 1860 divenne sede di uffici comunali.
 
Dal 1967 ospita il Museo Civico e Diocesano, istituito per conservare, valorizzare e promuovere la conoscenza del patrimonio storico-artistico, proveniente dal territorio nursino.
Restaurata dopo il terremoto del 1979, ha di nuovo subito importanti danni a seguito del terremoto del 30 ottobre 2016, pertanto è nuovamente in fase di restauro.

## Descrizione
Si presenta a pianta quadrata con quattro torri e muri a sperone, due piani, alcuni ammezzati e un sottotetto. I bastioni hanno costituito le principali difese della fortezza; le feritoie si aprono in mura di circa due metri di spessore; i finestroni fino al 1861 erano dotati di robuste inferriate; una campana,  prima posizionata sulla porta, venne poi spostata sulla sommità del tetto.
Il portale bugnato, sovrastato da tre stemmi e guarnito lateralmente da leoni dei primi del '900, immette in un atrio e poi nel cortile, un quadriportico a 12 archi sormontato da una loggia coperta. Al centro è collocata la statua di Vespasia Polla, la madre dell'imperatore Vespasiano. 
Qui si aprono alcune porte del 1500 che consentivano l'ingresso alla cancelleria, alle carceri, alle scuderie e alla sala delle torture. Un passaggio sotterraneo arrivava fin fuori le mura cittadine.
Il primo piano (restaurato nel 1779) era occupato dalla sala delle udienze, dalla cappella e dall'appartamento del governatore. Nel 1734 fu aperta la porta verso la piazza.

## Museo Civico e Diocesano "La Castellina"
Il Museo Civico e Diocesano "La Castellina" occupa il piano nobile dell'edificio. Il percorso museale si snoda su otto sale, e si divide in tre sezioni: la Collezione del Museo civico e diocesano, la Collezione Massenzi e la mostra archeologica permanente “Partire per l'aldilà”.

### Sezione I - Museo civico e diocesano
La prima sezione riunisce le opere d'arte e la suppellettile liturgica di provenienza locale, di proprietà ecclesiastica o comunale, databili tra XII e XVIII secolo:
- Gesù Cristo crocifisso (1212 o 1242), tavola dipinta e sagomata, di Petrus Pictor, proveniente dalla Chiesa di Sant'Antonio di Campi[3]
- Deposizione di Gesù Cristo dalla croce con Madonna, san Giovanni evangelista, san Giuseppe d'Arimatea e Nicodemo (XIII secolo), gruppo scultoreo in legno dipinto proveniente dalla Chiesa di Santa Maria di Roccatamburo in Poggiodomo, unico Gruppo di Deposizione conservatosi integralmente in Umbria.
- Santa Giuliana (inizi del XV secolo), in legno, di ambito umbro, proveniente dalla Chiesa di Santa Giuliana di San Pellegrino.
- Bussolotto per votazioni con raffigurati Santa Scolastica e san Benedetto da Norcia (metà del XV secolo), in legno policromo, di bottega umbra.
- Gesù Cristo risorto (XV secolo), tavola di Nicola da Siena, proveniente dalla Chiesa di Santa Scolastica
- Madonna con Gesù Bambino tra san Giovanni Battista e san Giovanni Evangelista, (1469), rilievo in marmo scolpito di Giovanni Dalmata, proveniente dall'altare della Madonna della Palla nella Chiesa di San Giovanni[4]
- San Francesco d'Assisi in gloria (1480 ca.), tavola di Francesco Botticini, proveniente dalla Chiesa di San Francesco
- Annunciazione (1510 ca.), in terracotta invetriata, attribuito a Luca Della Robbia, proveniente dal Convento della SS. Annunziata, poi adibito ad ospedale civico.
- Madonna con Gesù Bambino e santa Chiara, san Francesco, san Girolamo, sant'Antonio di Padova, san Ludovico di Tolosa e san Luigi IX di Francia (1525), pala d'altare di Antonio Liberi da Faenza anch'essa proveniente dalla demolita Chiesa della SS. Annunziata, detta "dei Terziari" per l'iscrizione sulla centina della cornice che indica quale committente la Confraternita dei terziari. L'opera mostra la grande sapienza prospettica e di resa pittorica dell'architettura, tipica dei dipinti del pittore-architetto. Anche la cornice, originale, contribuisce alla costruzione spaziale dell'insieme essendone una continuazione verso l'esterno.[5]
- Madonna con Gesù Bambino in gloria e santi (1547), pala d'altare di Girolamo e Vincenzo Sparapane, proveniente dall'altare maggiore della Chiesa di Santa Maria Argentea

### Sezione II - Collezione Massenzi
la collezione Massenzi, una delle maggiori raccolte private umbre, è giunta a Norcia nel 2002 grazie alla generosità del suo donatore, il cavaliere Evelino Massenzi. Comprende una statua in terracotta policroma, Madonna annunciata (1410 ca.), attribuita a Jacopo della Quercia, e numerosi reperti bronzei, vasi etruschi e greci e in minima parte magnogreci, per lo più di VII - VI secolo a.C., ma anche di epoca classica ed ellenistica (V - I secolo a.C.), elementi che consentono di ripercorrere la storia della ceramografia etrusca e greca dall'VIII secolo a.C. fino all'età romana.

### Sezione III - Mostra permanente "Partire per l'aldilà"
Dal 2003 è allestita la Mostra archeologica permanente Partire per l'aldilà, costituita dai materiali di ricchi corredi tombali (fine del IV - I secolo a.C.) rinvenuti, a partire dal 2001, nelle necropoli ellenistiche di Colle dell'Annunziata, Popoli Terme e del Piano di Santa Scolastica: questi reperti documentano la ricchezza e la prosperità di Nursia (nome latino di Norcia) al momento della sua romanizzazione.

## Anni 2000
Nel 2008 è stato riaperto al pubblico il passaggio segreto denominato il corridore coperto della Castellina che il Vignola aveva disegnato per consentire l'entrata e l'uscita in città in totale segretezza. Il cunicolo sotterraneo collegava l'interno della Castellina, con la porta muraria esterna detta Porta delle Ceresce o Porta Ferrata.